# Bart Biemans
Bart Biemans (Neerpelt, 14 maart 1988) is een Belgisch voetballer die bij voorkeur als verdediger speelt.

## Carrière
Biemans speelde in de jeugd van achtereenvolgens KVV Hamontlo, Lommel SK, FC Eindhoven en Willem II. Voor laatstgenoemde club speelde hij in de voorbereiding van het seizoen 2007/08 een aantal oefenwedstrijden in het eerste elftal. Ook nam hij dat jaar aantal keer plaats op de bank bij competitiewedstrijden. Een debuut gloorde op dinsdag 3 februari 2009 in een thuiswedstrijd tegen FC Volendam, omdat het spelen van Arjan Swinkels tot en met de warming up onzeker was. Die bleek echter fit genoeg. Biemans debuteerde vier dagen later alsnog. Door blessures van Rens van Eijden, Danny Schenkel en Mehmet Akgün mocht hij meedoen tijdens een wedstrijd tegen AZ, in de Eredivisie.
Biemans maakte op 15 augustus 2009 zijn eerste doelpunt in het betaald voetbal, uit tegen Sparta Rotterdam (2-1 nederlaag). Hij kopte een vrije trap van Jasper Waalkens achter Sparta-doelman Aleksander Šeliga. Het seizoen 2009/10 vormde Biemans doorbraak bij Willem II. Hij speelde vrijwel alle wedstrijden als basisspeler. Het seizoen daarna begon hij als basisspeler, maar na de komst van Denis Halilović belandde hij een tijd op de bank. Daarna vocht hij terug in de basis. Biemans werd een van de meest scorende spelers voor Willem II dat seizoen, maar degradeerde dat jaar wel met de club naar de Eerste divisie.
Biemans verruilde Willem II in de zomer van 2011 voor Roda JC Kerkrade en bleef zo zelf actief in de Eredivisie. Hij kreeg dat seizoen 70 doelpunten tegen met de Limburgse club - het drie na hoogste aantal in de competitie - maar eindigde toch met zijn ploeggenoten op een tiende plaats. Met Roda degradeerde hij op zaterdag 3 mei 2014 alsnog naar de Eerste divisie. Na de degradatie werd Biemans' contract niet verlengd, maar nadat Roda Timo Letschert verhuurde aan FC Utrecht kreeg hij toch een nieuwe verbintenis. De club verhuurde hem in januari 2016 voor een half jaar aan FC Den Bosch, waar hij in juni 2016 een contract tot medio 2018 tekende. Medio 2018 liep zijn contract af. Nadat een overgang naar FC Eindhoven niet doorging, verbond hij zich eind oktober 2018 aan Knokke FC. In augustus 2019 ging Biemans alsnog naar FC Eindhoven waar hij uitgroeide tot basisspeler.

## Statistieken
| Seizoen                    | Club             | Land           | Competitie             | Competitie | Competitie | Beker | Beker | Play-offs | Play-offs | Totaal | Totaal |
| Seizoen                    | Club             | Land           | Competitie             | Wed.       | Dlp.       | Wed.  | Dlp.  | Wed.      | Dlp.      | Wed.   | Dlp.   |
| -------------------------- | ---------------- | -------------- | ---------------------- | ---------- | ---------- | ----- | ----- | --------- | --------- | ------ | ------ |
| 2008/09                    | Willem II        | Nederland      | Eredivisie             | 11         | 0          | 0     | 0     | —         | —         | 11     | 0      |
| 2009/10                    | Willem II        | Nederland      | Eredivisie             | 31         | 2          | 1     | 0     | 4         | 0         | 36     | 2      |
| 2010/11                    | Willem II        | Nederland      | Eredivisie             | 27         | 4          | 0     | 0     | —         | —         | 27     | 4      |
| 2011/12                    | Roda JC Kerkrade | Nederland      | Eredivisie             | 29         | 0          | 2     | 0     | —         | —         | 31     | 0      |
| 2012/13                    | Roda JC Kerkrade | Nederland      | Eredivisie             | 31         | 3          | 1     | 0     | 4         | 0         | 36     | 3      |
| 2013/14                    | Roda JC Kerkrade | Nederland      | Eredivisie             | 24         | 0          | 4     | 0     | —         | —         | 28     | 0      |
| 2014/15                    | Roda JC Kerkrade | Nederland      | Eerste divisie         | 33         | 7          | 3     | 0     | 2         | 0         | 38     | 7      |
| 2015/16                    | Roda JC Kerkrade | Nederland      | Eredivisie             | 1          | 0          | 1     | 0     | —         | —         | 2      | 0      |
| 2015/16                    | → FC Den Bosch   | Nederland      | Eerste divisie         | 15         | 4          | 1     | 0     | —         | —         | 16     | 4      |
| 2016/17                    | FC Den Bosch     | Nederland      | Eerste divisie         | 28         | 1          | 1     | 0     | —         | —         | 29     | 1      |
| 2017/18                    | FC Den Bosch     | Nederland      | Eerste divisie         | 29         | 1          | 1     | 1     | —         | —         | 30     | 2      |
| 2018/19                    | Knokke FC        | België         | Eerste klasse amateurs | 20         | 0          | 0     | 0     | —         | —         | 20     | 0      |
| 2019/20                    | FC Eindhoven     | Nederland      | Eerste divisie         | 23         | 1          | 2     | 0     | —         | —         | 25     | 1      |
| 2020/21                    | FC Eindhoven     | Nederland      | Eerste divisie         | 27         | 2          | 1     | 0     | —         | —         | 12     | 1      |
| 2021/22                    | FC Wezel Sport   | België         | Eerste prov. Antw.     |            |            |       |       | —         | —         |        |        |
| 2022/23                    | FC Wezel Sport   | België         | Derde afdeling         |            |            |       |       | —         | —         |        |        |
| 2023/24                    | FC Wezel Sport   | België         | Tweede afdeling        |            |            |       |       | —         | —         |        |        |
| Carrièretotaal             | Carrièretotaal   | Carrièretotaal | Carrièretotaal         | 295        | 23         | 15    | 1     | 10        | 0         | 320    | 24     |
| Bijgewerkt op 13 juli 2021 |                  |                |                        |            |            |       |       |           |           |        |        |

## Internationaal
Biemans speelde voor diverse nationale jeugdelftallen van België. Op 12 augustus 2009 maakte hij zijn debuut voor Jong België in het elftal van bondscoach Jean-François De Sart. In de rust van de oefenwedstrijd tegen Jong Finland verving hij Naïm Aarab.